# Yadira Guevara-Prip
Yadira Helena Guevara-Prip (New York, 22 maggio 1995) è un'attrice statunitense, attiva a teatro e in televisione. È nota per aver interpretato i personaggi di Kaia Nieves/Dark Kaia nella serie televisiva Supernatural; Me Hani Ika Hali Ka Po nel franchise di Star Trek; Bow Lion/The Shadow nella serie televisiva See.

## Biografia
Yadira Guevara-Prip ha iniziato lavorando come attrice di teatro a New York, interpretando ruoli in molti lavori scritti da autori latinoamericani o messi in scena da compagnie ispaniche. Durante gli anni duemiladieci, Yadira Guevara-Prip ha recitato, tra le altre, in produzioni dell'Atlantic Theater Company, del Cherry Lane Theatre e dell'INTAR Theater. Nel 2016 interpreta il personaggio di Lala nella prima mondiale della piéce di Pia Scala-Zankel Street Children, per la quale viene lodata dal New York Times.
Yadira Guevara-Prip debutta in televisione nel 2016, nel ruolo di Zinky nella serie di Prime Video,  Mad Dogs. Nel 2017 viene ingaggiata per il ruolo di Kaia Nieves nella serie televisiva Supernatural. In seguito riprende il ruolo anche nella tredicesima, quattordicesima e quindicesima stagione della serie.
Nel 2018 Yadira Guevara-Prip entra a far parte del franchise di Star Trek, interpretando la regina Xaheana Me Hani Ika Hali Ka Po, che diviene amica del guardiamarina Sylvia Tilly (Mary Wiseman), nel primo episodio della serie televisiva antologica Star Trek: Short Treks, In fuga (Runaway), trasmesso il 4 ottobre 2018 da CBS All Access e prequel della seconda stagione della serie televisiva Star Trek: Discovery. Ritorna a interpretare il personaggio di Po nel doppio episodio finale della seconda stagione della serie Star Trek: Discovery, Un dolore così dolce (prima parte) e Un dolore così dolce (seconda parte) (Such Sweet Sorrow: Part 1 e Such Sweet Sorrow: Part 1), trasmessi l'11 e 18 aprile 2019 su CBS All Access.
Nel 2018 Yadira Guevara-Prip lavora con la Breaking Walls Foundation per portare dozzine di adolescenti da tutto il mondo a Santiago del Cile per un laboratorio di scrittura teatrale e creativa. Nel 2019 entra a far parte del cast regolare della prima stagione della serie televisiva di fantascienza distopica See. La serie è una delle quattro scelte per inaugurare il lancio di Apple TV+ nel novembre 2019 e la Guevara-Prip vi interpreta la protagonista Bow Lion e il suo alter ego, The Shadow, guerriero di un clan nomade che vive 500 anni nel futuro. Apple rinnova la serie per una seconda stagione, immediatamente dopo il debutto. Nel dicembre del 2019 il sito web The Cinemaholic riporta che Yadira Guevara-Prip sarebbe ritornata anche nella seconda stagione. Nel 2020 l'attrice compare in un episodio della serie della HBO, High Maintenance.

## Filmografia

### Cinema
- #ImHere - THE CALL, regia di McGraw Wolfman - cortometraggio (2012)
- About a Brookie, regia di A. Sayeeda Moreno - cortometraggio (2014)
- Hello Apartment, regia di Dakota Fanning - cortometraggio (2018)
- Tumba Del Mar, regia di Andrew Garcia - cortometraggio (2023)

### Televisione
- Mad Dogs - serie TV, episodi 1x08-1x10 (2016)
- Untitled Jenny Lumet Project, regia di Richard Shepard - film TV (2017)
- Supernatural - serie TV, 5 episodi (2017-2020)
- Dichos - serie TV (2018)
- Star Trek: Short Treks - serie TV, episodio 1x01 (2018)
- Star Trek: Discovery - serie TV, episodi 2x13-2x14 (2019)
- See - serie TV, 11 episodi (2019-2022)
- High Maintenance - serie TV, episodio 4x06 (2020)
- Tredici (13 Reasons Why) - serie TV, episodi 4x05-4x10 (2020)

## Televisione
- Red Carpet Report - news (2019)
- IMDb on the Scene - Interviews - talk show (2019)

## Teatro (parziale)
- One Night..., regia di Clinton Turner Davis, Cherry Lane Theatre, New York (2013)
- Basilica, regia di Jerry Ruiz, Cherry Lane Theatre, New York (2013)
- Se Llama Cristina (2015)
- Street Children (2016)
- Tell Hector I Miss Him (2017)

## Doppiatrici italiane
Nelle versioni in italiano delle opere in cui ha recitato, Yadira Guevara-Prip è stata doppiata da:
- Alice Venditti in See[18]